# Сагинов, Александр Дмитриевич
Александр Дмитриевич Сагинов (Сагинашвили) (1808—1887) — генерал-лейтенант, участник Кавказской войны.
Родился 15 декабря 1808 года, происходил из дворян Тифлисской губернии. Образование получил в Тифлисском благородном училище.
В военную службу вступил в 1826 году в войска Отдельного Кавказского корпуса, принимал участие в кампаниях 1826—1828 годов против Персии и 1828—1829 годов против Турции, 9 января 1829 года за отличие произведён в офицеры.
Вслед за тем Сагинов неоднократно принимал участие в походах против горцев, за отличия был в 1830 году награждён орденом св. Анны 3-й степени, а в 1832 году ему пожалован бант к этому ордену. 22 апреля 1839 года Сагинов был удостоен золотой полусабли с надписью «За храбрость».
В 1841 году Сагинов был назначен командиром топографической роты при штабе Отдельного Кавказского округа, в 1847 году произведён в майоры, 26 ноября 1849 года за беспорочную выслугу 25 лет в офицерских чинах награждён орденом св. Георгия 4-й степени (№ 8290 по кавалерскому списку Григоровича — Степанова), в следующем году получил орден св. Анны 2-й степени, в 1851 году назначен помощником командующего войсками на Кавказе, в 1853 году произведён в подполковники.
Во время Крымской войны Сагинов находился в составе войск, оставленных прикрывать Тифлис и в боевых действиях против турок участия не принимал.
Произведённый в 1860 году в полковники, Сагинов тогда же был назначен помощником командующего местными войсками в Тифлисской, Елизаветпольской, Бакинской и Эриванской губерниях; в 1862 году награждён орденом св. Владимира 3-й степени. 30 августа 1869 года произведён в генерал-майоры.
В кампании 1877—1878 годов против турок Сагинов во главе Тифлисского отряда местных войск безуспешно пытался оказать помощь генералу Кравченко, выбитому турецким десантом из Сухума.
В 1881 году Сагинов был произведён в генерал-лейтенанты и в сентябре того же года вышел в отставку. Среди прочих наград он имел ордена св. Станислава 1-й степени (1871 год), св. Анны 1-й степени, св. Владимира 2-й степени, Белого орла и св. Александра Невского.
Скончался в 1887 году.
Сагинов был дважды женат, но детей не имел. В начале 1840 годов он усыновил своего племянника Ивана Виссарионовича Сагинова, последний также служил в русской армии и был генерал-майором и предводителем дворянства Тифлисской губернии. Брат Александра Дмитриевича, Егор, был подполковником Эриванского гренадерского полка и с отличием участвовал в Кавказской войне.